# ASHA
Американская ассоциация речевого языка и слуха (ASHA) - это профессиональная ассоциация патологов, занимающихся речью и языком, аудиологов, а также ученых в области речи, языка и слуха в США и за рубежом, насчитывающая более 197 856 членов и филиалов.Национальный офис ассоциации находится в городе Роквилл.
Миссия Американской ассоциации речевого языка и слуха состоит в том, чтобы продвигать интересы и предоставлять услуги для специалистов в области аудиологии, речевой языковой патологии и речевых и слуховых наук, а также пропагандировать защиту людей с ограниченными возможностями общения. 
ASHA была основана в 1925 году как Американская Академия Речевой Коррекции. Нынешнее название было принято в 1978 году.       

## ASHA-конференции
Помимо своей основной деятельности, ASHA два раза созывала конференции два раза:  
Первая конференция прошла в 2014 году, в Орландо, штат Флорида, с 20 по 22 ноября. 
Вторая конференция 2017 года проходила в Лос-Анджелесе, штат Калифорния, 9–11 ноября. 

## Совет по академической аккредитации
Совет по академической аккредитации в области аудиологии и речевой патологии (CAA — Council of Academic Accreditation) является подразделением по аккредитации ASHA. Совет, основанный более около века назад американскими университетами и общеобразовательными школами, установил стандарты аккредитации для выпускников, соответствующие требованиям начального уровня в области речи, общения и слуха.  Аккредитация доступна для программ магистратуры со степенью магистра в области патологии речи и клинической докторской программы в области аудиологии. 
Профессионалы коммуникационных наук и расстройств (CSD) могут стать членами ASHA. К таким специалистам большей частью относятся аудиологи. По состоянию на 31 декабря 2017 года насчитывалось более 197 856 членов и филиалов ASHA.  Возможности членства в ASHA включают доступ к публикациям, связанным с ASHA, к программам непрерывного образования через ASHA, к инструментам построения карьеры и к программам экономии денег. 
ASHA спонсирует специальные группы интересов (SIGS) внутри организации как средство продвижения сообщества и обучения по специализированным темам. По состоянию на 2016 год ASHA имеет 19 специальных групп по интересам (SIG). Они добавлялись на протяжении многих лет. Члены ASHA могут быть принадлежать нескольким сообществам, причем для каждого филиала требуются номинальные ежегодные взносы. 

## Внешние ссылки
- asha.org (англ.) — официальный сайт ASHA
- Молодёжный вариант организации